# Büszkeség és balítélet (film, 1940)
A Büszkeség és balítélet (Pride and Prejudice) 1940-ben bemutatott fekete–fehér amerikai játékfilm Robert Z. Leonard rendezésében. 
Magyarországon 1941. július 31-én mutatták be Talpig úriember címmel.
A Jane Austen azonos című klasszikus regénye nyomán készített film forgatókönyvét Aldous Huxley és Jane Murfin írta, a két főszerepet Greer Garson (Elizabeth) és Laurence Olivier (Darcy) játssza. 

## Cselekménye
|  | Alább a cselekmény részletei következnek! |

Longbourn-ben, a 19. századi angol városkában él a Bennet család. A közeli birtokot nemrég bérelte ki Mr. Bingley, és vele van barátja, a Mr. Darcy is. A két gazdag, nőtlen férfi érkezése felvillanyozza Bennet mamát, aki öt lányát minél előbb szeretné férjhez adni. A következő bálon megismerkednek az új szomszédokkal. Bingleynek azonnal megtetszik a legszebb Bennet lány, Jane. A gőgös Darcy leereszkedően nyilatkozik a vidéki társaságról. Ezt meghallva Elizabeth, a legidősebb lány nem vele, hanem az egyik tiszttel, Wickhammel megy táncolni. Wickham a Darcy-birtok jószágigazgatójának fiaként együtt nevelkedett Darcyval, és most azt állítja, hogy Darcy részéről súlyos méltánytalanság érte őt. Jane és Bingley egymásba szeretnek, a büszke Darcy is beleszeret Elizabeth-be, ami felkelti Bingley húga, Caroline féltékenységét. Caroline leveléből tudják meg, hogy a két férfi végleg távozik, visszamennek Londonba. Mrs. Bennet kétségbeesik, Jane-t szíven üti a hír, Elizabeth-et látszólag hidegen hagyja. 
Néhány héttel később Elizabeth-et meghívják Lady Catherine de Bourgh házába, ahol újra találkozik Darcyval. A férfi a családi előítéletekkel nem törődve megkéri a lány kezét, de olyan leereszkedően, hogy a büszke Elizabeth nemet mond. Egyébként sem bocsátja meg Darcynak, amit régen állítólag Wickhammel tett, és hogy Bingleyt elidegenítette Jane-től. Hazaérve Elizabeth megtudja, hogy húga, Lydia megszökött Wickhammel és ezzel szégyent hozott az egész családra. Darcy most már feltárja az igazságot Elizabeth előtt: Wickham egykor az ő húgát is meg akarta szöktetni, hogy megszerezze a Darcy vagyont, ezért szakított vele. Ezután Darcy kényszeríti Wickham-et, hogy feleségül vegye a megszöktetett Lydiát, és megfelelő jövedelmet is biztosít nekik. Elizabeth örömmel fogadja a hírt és boldogan mond igen-t, amikor Darcy újból megkéri a kezét. Jane és Bingley is egymásra talál, Mrs. Bennet nagy megelégedésére.
|  | Itt a vége a cselekmény részletezésének! |

## Szereplők
- Greer Garson – Elizabeth Bennet
- Laurence Olivier – Fitzwilliam Darcy
- Mary Boland – Mrs. Bennet
- Edna May Oliver – Lady Catherine de Bourgh
- Maureen O'Sullivan – Jane Bennet
- Ann Rutherford – Lydia Bennet
- Frieda Inescort – Caroline Bingley
- Edmund Gwenn – Mr. Bennet
- Karen Morley – Charlotte Lucas Collins
- Heather Angel – Kitty Bennet
- Marsha Hunt – Mary Bennet
- Melville Cooper – Mr. Collins
- Edward Ashley Cooper – George Wickham
- Bruce Lester – Mr. Bingley
- E.E. Clive – Sir Willam Lucas
- Majorie Wood – Lady Lucas
- Vernon Downing – Captain Carter